# Twenty-Second Air Force

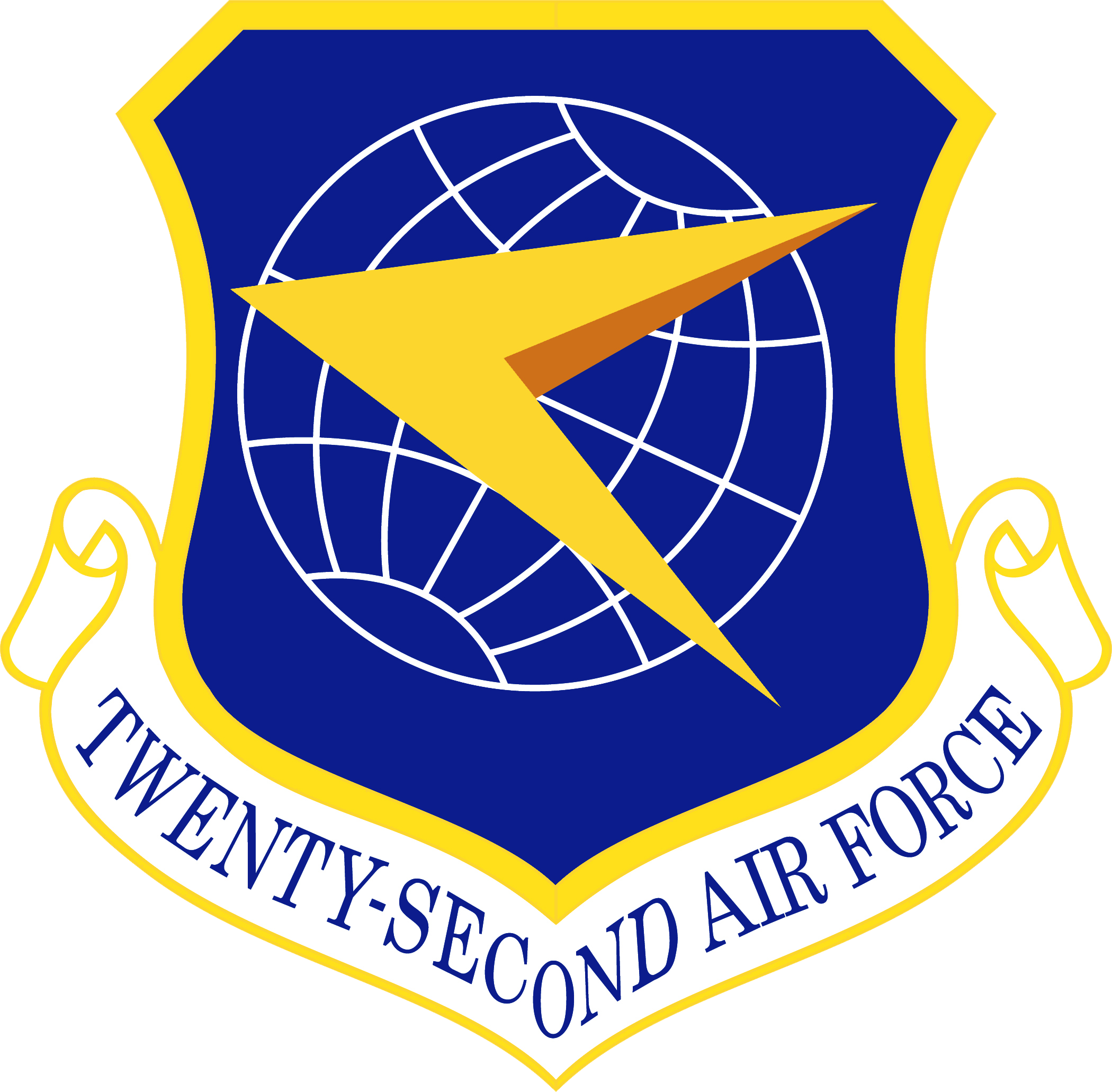
Stemma della Twenty-Second Air Force

La Twenty-Second Air Force (22 AF) (in italiano: Ventiduesima Forza Aerea) è una Numbered Air Force (forza aerea numerata) dell'United States Air Force Reserve (AFRC). È stata istituita il primo luglio 1993 ed ha il quartier generale nella Dobbins Air Reserve Base (Georgia).
In caso di mobilitazione, alcuni reparti dipendenti dalla Twenty-Second Air Force passerebbero sotto il controllo operativo del 21st Expeditionary Mobility Task Force (Air Mobility Command) che a sua volta ha il quartier generale nella Joint Base McGuire-Dix-Lakehurst (New Jersey).
Alla data del 2012 la 22 AF è comandata dal maggior generale James T. Rubeor.

## Missione
La 22 AF è preposta al reclutamento ed all'addestramento dei riservisti ed alla conservazione del massimo livello di prontezza operativa le unità dipendenti. Parallelamente all'addestramento è impegnata nel coordinare il quotidiano appoggio alle unità in servizio attivo.
In tempo di guerra, la missione della 22 AF è fornire unità pienamente operative di trasporto e supporto, oltre a personale di completamento per i ranghi dell'Air Mobility Command negli Stati Uniti.
La Twenty-Second Air Force amministra più di 25 000 riservisti. Gli equipaggi della Reserve volano su apparecchi C-130 Hercules, C-17 Globemaster III, C5A/B Galaxy e KC-10 Extender, dislocati in quindici stormi (wings) diversi di quell'organizzazione aeronautica. I 24 squadroni di volo e gli oltre 225 reparti di supporto sono sparsi per quattordici stati USA — da New York a Mississippi, e dal Massachusetts al Minnesota — con lo stormo più occidentale a Colorado Springs, Colorado.

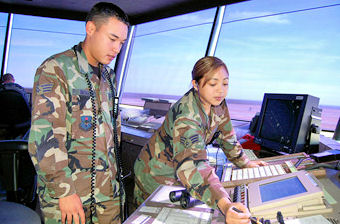
2011. Controllori di volo si addestrano alla Keesler AFB.

## Unità
- 94th Airlift Wing[6]

Dobbins ARB, Georgia
- 302d Airlift Wing[7]

Peterson AFB, Colorado
- 315th Airlift Wing[9]

Charleston AFB, South Carolina
- 403d Wing[11]

Keesler AFB, Mississippi
- 439th Airlift Wing[13]

Westover ARB, Massachusetts
- 440th Airlift Wing[14]

Pope Army Air Field, North Carolina
- 512th Airlift Wing[16]

Dover AFB, Delaware
- 514th Air Mobility Wing[18]

McGuire AFB, New Jersey
- 908th Airlift Wing[20]

Maxwell AFB, Alabama
- 910th Airlift Wing[22]

Youngstown-Warren Air Reserve Station, Ohio
- 911th Airlift Wing[23]

Pittsburgh IAP Air Reserve Station, Pennsylvania
- 914th Airlift Wing[25]

Niagara Falls Air Reserve Station, New York
- 934th Airlift Wing[26]

Minneapolis St Paul ARS, Minnesota

## Storia

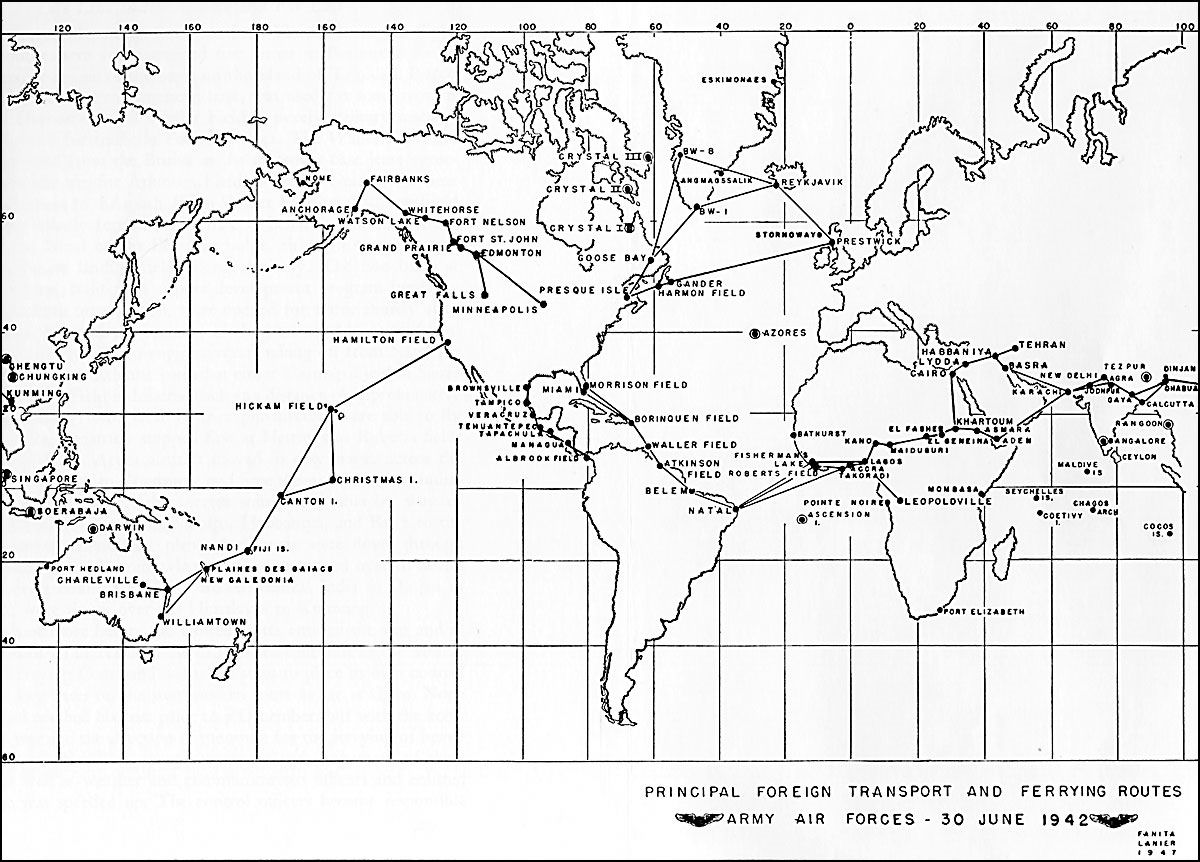
Le rotte dell'Air Corps Ferrying Command nel 1942.

Istituita come Domestic Division, Air Corps Transport Command sin dalle prime battute della Seconda guerra mondiale, le era stata affidata la missione di trasportare gli aerei appena prodotti dai punti d'imbarco negli Stati Uniti alla Gran Bretagna ed agli altri Alleati in località remote. Nel 1946, l'organizzazione fu trasferita all'Air Transport Command e divenne, in sostanza, una compagnia di volo militare la sua Continental Division, gestendo le rotte di trasporto dentro agli Stati Uniti.
Quando l'USAF fu creata come servizio separato nel 1947, fu fondato il Military Air Transport Service (MATS) per sostenere il nuovo Department of Defense, allo scopo di appoggiare specificamente il Department of the Air Force. Ridenominata Western Transport Air Force (WESTAF), l'organizzazione gestiva tutte le operazioni MATS dal fiume Mississippi ad ovest, alla costa dell'Africa ad est, fino a che il MATS fu rimpiazzato dal Military Airlift Command (MAC) nel 1966. Quando per l'appunto il MATS divenne MAC, la WESTAF fu ribattezzata Twenty-Second Air Force, con quartier generale a Travis AFB (California).
Durante gli anni 1960, i trasporti della 22 AF volarono in tutto il globo, sostenendo gli impegni internazionali americani nel Sud-Est asiatico, Europa ed altri paesi di ogni angolo del mondo. Nel dicembre 1974, la Twenty-Second Air Force assorbì le operazioni di ponte aereo tattico della Twelfth Air Force che apparteneva al Tactical Air Command.
Il 29 marzo 1979, la Twenty-Second Air Force fu incaricata di gestire le risorse del Military Airlift Command nel Pacifico. Per questa missione, il reparto fornì un comandante unico per le unità di trasporto MAC nel teatro del Pacifico, comando e controllo delle forze di trasporto assegnate al teatro per le Pacific Air Forces; la programmazione bellica dell'aerotrasporto di teatro e la pianificazione delle esercitazioni nel Pacifico;
e installazioni aeree nell'area del Pacifico per appoggiare i trasferimenti di personale, mezzi di trasporto, equipaggiamento, pazienti e posta.
La divisione prese parte ad esercitazioni tattiche come Team Spirit, Ulchi Focus Lens, e Capstan Dragon.
Il primo giugno 1992, l'unità fu svincolata dall'assegnazione al Military Airlift Command e riassegnata all'Air Mobility Command. Attivata lo stesso giorno presso Dobbins ARB (Georgia, USA), con una mutata affiliazione all'Air Force Reserve. In tempo di pace è sottoposta all'Headquarters Air Force Reserve Command che ha sede presso Robins Air Force Base, sempre in Georgia (USA).

## Evoluzione cronologica

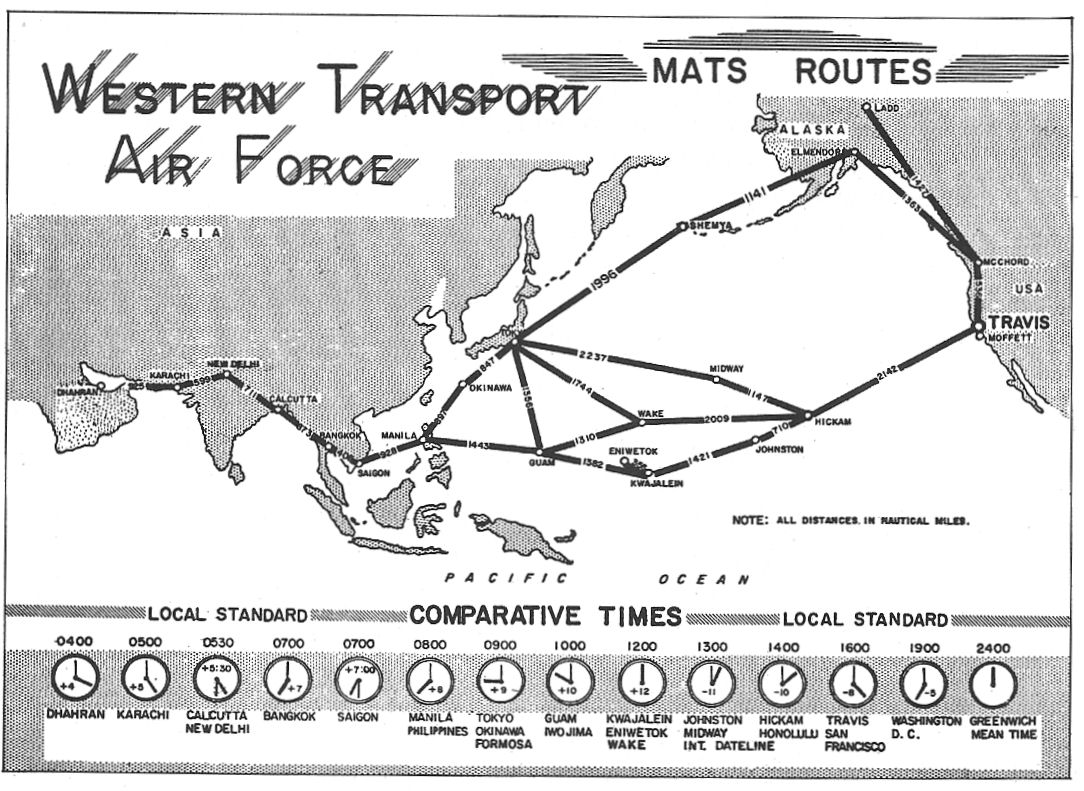
Mappa di navigazione della Western Transport Air Force, 1964

- Fondata come Domestic Division, ACFC, e attivata il 28 dicembre 1941

Ridenominata: Domestic Wing, ACFC, il 26 febbraio 1942
Ridenominata: Ferrying Division, AAFFC, 20 giugno 1942
Ridenominata: Continental Division, ATC, 28 febbraio 1946
Cessata il 31 ottobre 1946
- Fondata come Continental Division, MATS, 1º luglio 1948

Ridenominata: Western Transport Air Force, 1º luglio 1958
Ridenominata: Twenty-Second Air Force, 8 gennaio 1966
Disattivata 1º luglio 1993
Attivata 1º luglio 1993

## Assegnazioni
- Air Corps Ferrying Command, 28 dicembre 1941
- Army Air Forces Ferry Command, 9 marzo 1942
- Army Air Forces Ferrying Command, 31 marzo 1942
- Air Transport Command,[35] 20 giugno 1942
- Military Air Transport Service,[36] 1º luglio 1948
- Military Airlift Command,[29] 1º gennaio 1966
- Air Mobility Command,[3] 1º giugno 1992
- Air Force Reserves, 1º luglio 1993
- Air Force Reserve Command, 17 febbraio 1997

## Componenti

### Seconda guerra mondiale
Sectors

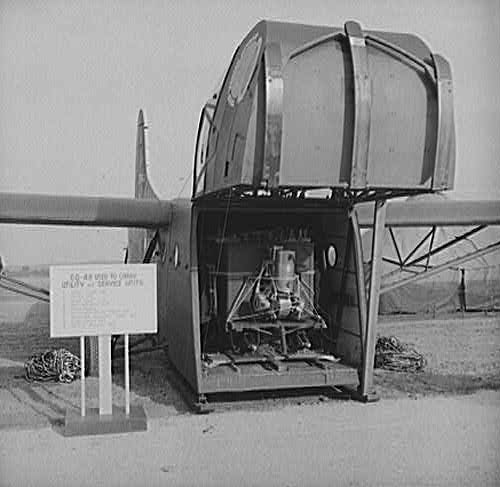
Un aliante da carico Waco CG-4 utilizzato dall'USAAF nella Seconda guerra mondiale.

- Northeast Sector, Ferrying Command, 28 febbraio 1942

New Castle Army Air Field, Delaware
Ridenominata: 2 Ferrying Group, Air Transport Command, 1º luglio 1942
Ridenominata: 552 AAF Base Unit, 31 marzo 1944 – 31 dicembre 1945
- Detroit Sector, Ferrying Command, 28 febbraio 1942

Wayne County Airport, Michigan
Ridenominata: 3 Ferrying Group, Air Transport Command, 1º luglio 1942
Ridenominata: 553 AAF Base Unit, 31 marzo 1944 – 15 gennaio 1946
- Nashville Sector, Ferrying Command, 28 febbraio 1942

Nashville Municipal Airport, Tennessee
Ridenominata: 4 Ferrying Group, Air Transport Command, 1º luglio 1942
Ridenominata: 554 AAF Base Unit, 31 Mar 1944-c. dicembre 1945
- Midwest Sector, Ferrying Command, 28 febbraio 1942

Hensley Field, Texas
Ridenominata: 5 Ferrying Group, Air Transport Command, 1º luglio 1942
Ridenominata: 555 AAF Base Unit, 31 marzo 1944 – 9 agosto 1946
- California Sector, Ferrying Command, 28 febbraio 1942

Long Beach Municipal Airport, California
Ridenominata: 6 Ferrying Group, Air Transport Command, 1º luglio 1942
Ridenominata: 556 AAF Base Unit, 31 marzo 1944 – 1º dicembre 1946
- Northwest Sector, Ferrying Command, 28 Feb 1942

Boeing Field, Washington
Ridenominata: 7 Ferrying Group, Air Transport Command, 1º luglio 1942
Ridenominata: 557 AAF Base Unit, 31 marzo 1944 – 14 dicembre 1945
- Central Sector, Air Transport Command, 25 marzo – 31 marzo 1944
- Western Sector, Air Transport Command, 25 marzo – 31 marzo 1944
- Eastern Sector, Air Transport Command, 25 marzo – 31 marzo 1944.

Wings
- Foreign Wing, Ferrying Command, 28 febbraio – 19 giugno 1942
- Domestic Transportation Wing, Air Transport Command, 27 novembre 1944 – 15 gennaio 1945
- Central Ferrying Wing, Air Transport Command, 22 ottobre 1944 – 10 marzo 1945
- Western Ferrying Wing, Air Transport Command, 22 ottobre 1944 – 10 marzo 1945
- Eastern Ferrying Wing, Air Transport Command, 22 ottobre 1944 – 10 marzo 1945
- 23d AAF Ferrying Wing,[2] Ferrying Command, 20 giugno 1942

Presque Isle Army Airfield, Maine
Ridenominata: North Atlantic Wing, Air Transport Command, 1º luglio 1942 – 1º settembre 1943
- 24th AAF Ferrying Wing, Ferrying Command, 27 giugno 1942

Atkinson Field, Georgetown, British Guiana
Ridenominata: South Atlantic Wing, Air Transport Command, 1º luglio 1942 – 9 ottobre 1943
- 25th AAF Ferrying Wing, Ferrying Command, 27 giugno 1942

Hamilton Field, California
Ridenominata: South Pacific Wing, Air Transport Command, 1º luglio 1942 – 30 settembre 1943
- 26th AAF Ferrying Wing, Ferrying Command, 27 giugno 1942

Payne Airfield, Il Cairo, Egitto
Ridenominata: Africa Middle East Wing, Air Transport Command, 1º luglio 1942 – 30 settembre 1943
- 27th AAF Ferrying Wing, Ferrying Command, 19 giugno 1942

Morrision Field, Florida
Ridenominata: Caribbean Wing, Air Transport Command, 1º luglio 1942 – 16 ottobre 1943
Groups/Base Units
- 20th Ferrying Group, 3 febbraio 1943 – 27 giugno 1944

Nashville Municipal Airport, Tennessee
Ridenominata: 558 AAF Base Unit, 31 marzo 1944 – 9 aprile 1946
- 21st Ferrying Group, 17 novembre 1943 – 27 giugno 1944

Palm Springs Army Airfield, California
Ridenominata: 560 AAF Base Unit, 31 marzo 1944 – 20 maggio 1946
- 33d Ferrying Group, 4 marzo 1943 – 31 marzo 1944

Fairfax Field, Kansas
Ridenominata: 569 AAF Base Unit, 31 marzo 1944 – 15 aprile 1945

### United States Air Force

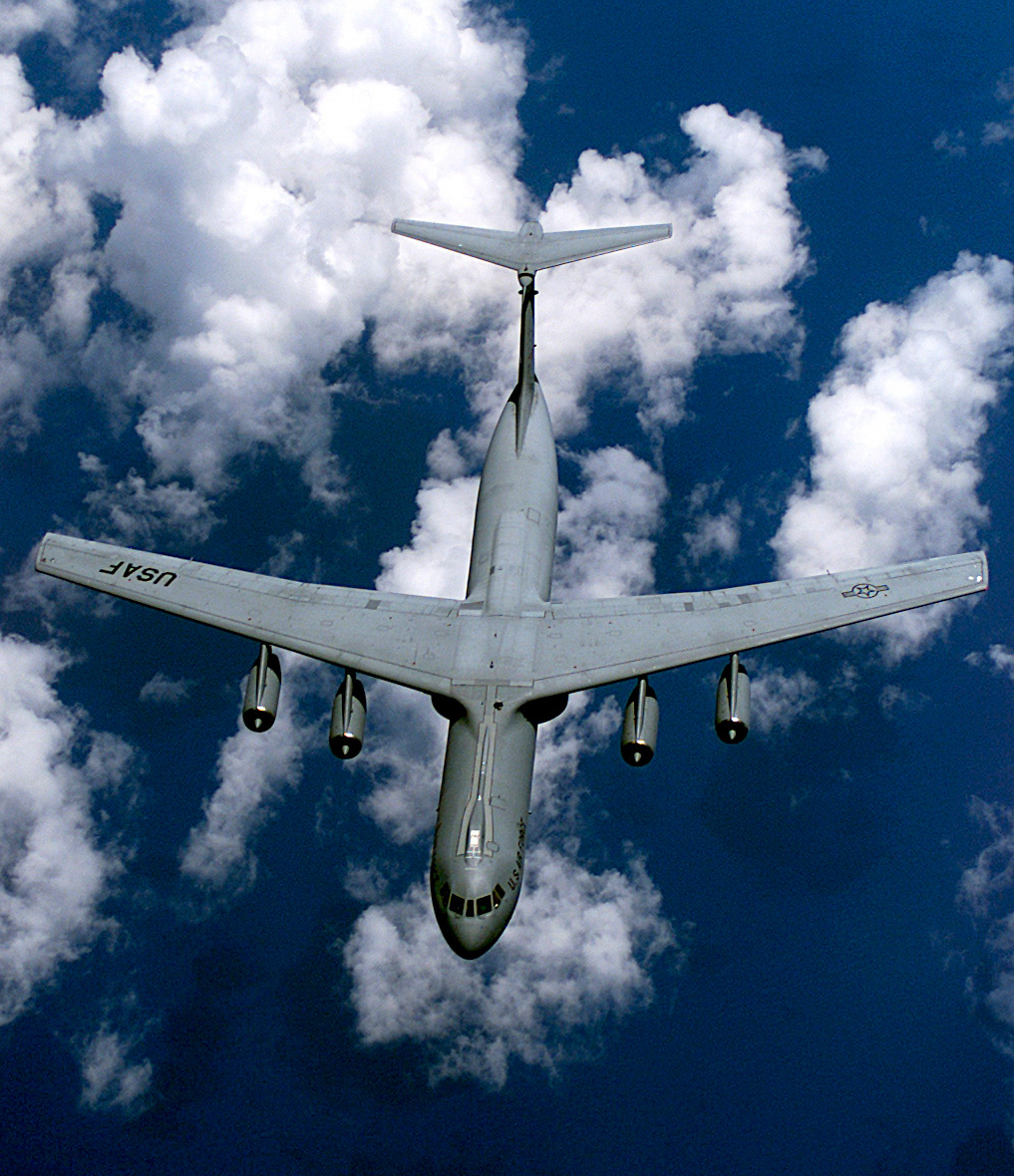
Un cargo degli anni 1960 (C-141) in volo.

Divisions
- 323d Air Division,[48] 1º luglio 1958 – 8 maggio 1960
- 834th Air (poi Airlift) Division,[49] 1º dicembre – 31 dicembre 1974, 1º ottobre 1978 – 1º aprile 1992

Wings

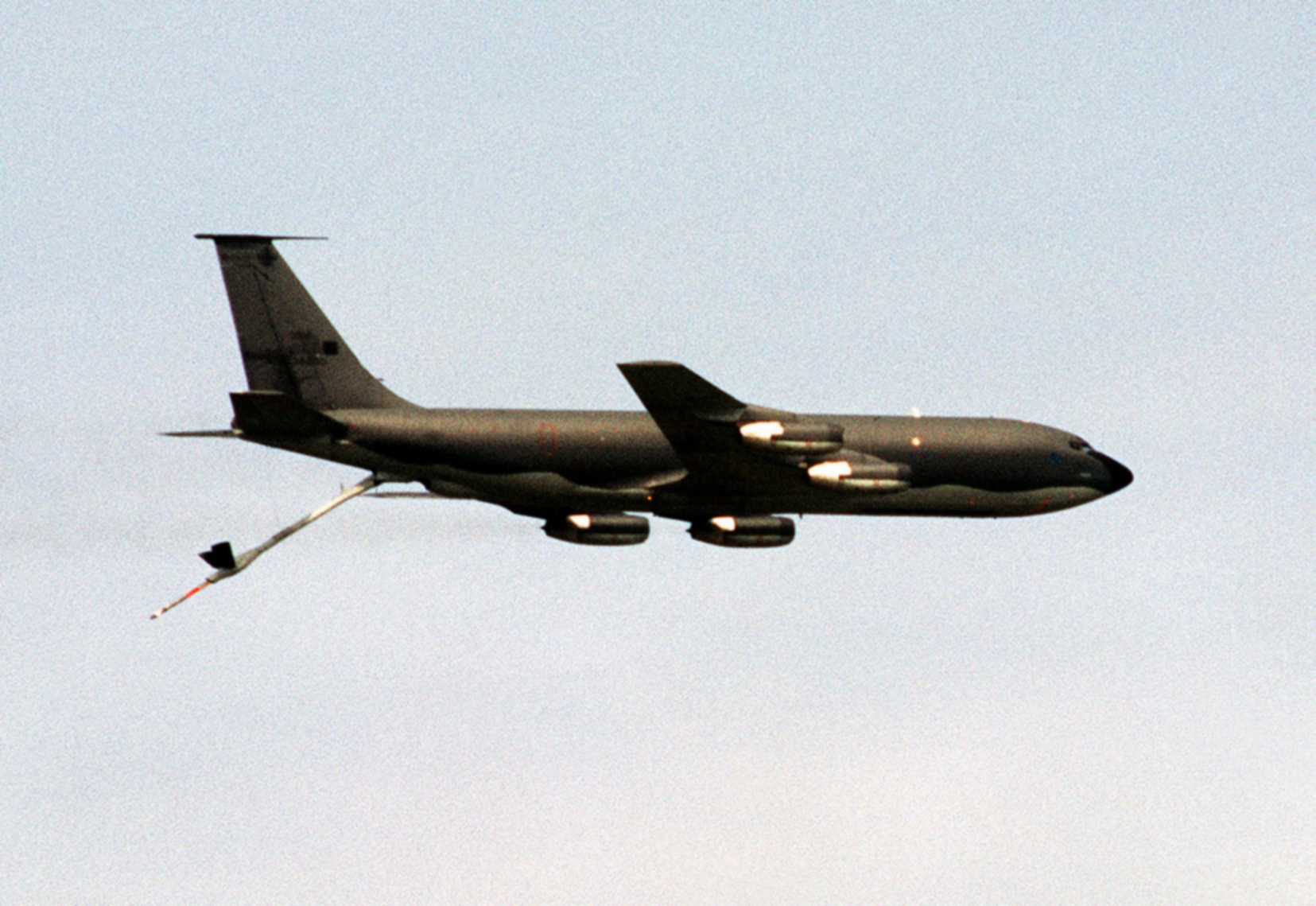
1992, Louisiana. Un KC-135A Stratotanker durante la gara militare "Proud Shield '92".

- 60th Military Airlift (poi, 60 Airlift) Wing,[50] 8 gennaio 1966 – 15 febbraio 1979; 21 luglio 1980-1º luglio 1993
- 61st Military Airlift (poi, 61 Military Airlift Support) Wing,[51] 8 gennaio 1966 – 1º ottobre 1978
- 62d Troop Carrier, Heavy (poi 62 Air Transport Wing, Heavy; 62 Military Airlift Wing; 62 Airlift Wing) Wing,[52] 1º luglio 1957 – 1º luglio 1993
- 63d Troop Carrier, Heavy (poi 63 Military Airlift Wing, 63 Airlift Wing) Wing,[53] 1º luglio 1957 – 1º luglio 1993
- 94th Airlift Wing,[54] 1º luglio 1993 – 1º ottobre 1994; 1º aprile 1997 – presente
- 97th Air Mobility Wing,[55] 1º ottobre 1992 – 1º luglio 1993
- 302d Airlift Wing,[56] 1 Apr 1997 – presente
- 314th Tactical Airlift (poi 314 Airlift) Wing,[57] 31 dicembre 1974 – 1º luglio 1993
- 315th Airlift Wing (Associate) (poi 315 Airlift Wing),[9] 1º luglio 1993 – presente
- 375th Military Airlift (poi 375 Airlift) Wing,[58] 1º febbraio 1990 – 1º luglio 1993
- 403d Airlift Wing (poi 403 Wing),[11] 1º luglio 1993 – 1º ottobre 1994; 1º aprile 1997 – presente
- 434th Air Refueling Wing,[59] 1º ottobre 1993 – 1º aprile 1997
- 439th Airlift Wing,[13] 1º luglio 1993 – presente
- 440th Airlift Wing,[14] 1º aprile 1997 – presente
- 443d Military Airlift Wing, Training (poi 443 Airlift Wing),[60] 1º aprile 1973 – 1º ottobre 1992
- 445th Airlift Wing,[61] 1º ottobre 1994 – 1º aprile 1997
- 459th Airlift Wing,[62] 1º luglio 1993 – 1º aprile 2003
- 463d Tactical Airlift (poi 463 Airlift) Wing,[63] 31 dicembre 1974 – 1º luglio 1993
- 512th Airlift Wing (Associate) (poi 512 Airlift Wing),[16] 1º luglio 1993 – presente
- 514th Airlift Wing (Associate) (poi 514 Air Mobility Wing),[18] 1º luglio 1993 – presente
- 908th Airlift Wing,[20] 1º aprile 1997 – presente
- 910th Airlift Wing,[22] 1º aprile 1997 – presente
- 911th Airlift Wing,[23] 1º aprile 1997 – presente
- 913th Airlift Wing,[64] 1º aprile 1997 – 1º ottobre 2007
- 914th Airlift Wing,[25] 1º aprile 1997 – presente
- 916th Air Refueling Wing,[65] 1º ottobre 1994 – 1º aprile 1997
- 927th Air Refueling Wing,[66] 1º ottobre 1994 – 1º aprile 1997
- 934th Airlift Wing,[26] 1º aprile 1997 - presente
- 1550th Combat Crew Training (poi 542 Crew Training) Wing,[67] 21 maggio 1990 – 1º luglio 1993
- 1501st Air Transport Wing (poi 1501 Air Transport Wing, Heavy),[68] 25 giugno – 1º luglio 1958; 8 maggio 1960 – 8 gennaio 1966.
- 1502d Air Transport Wing, Heavy,[68] 24 giugno 1958 – 8 gennaio 1966
- 1503d Air Transport Wing, Heavy,[69] 24 giugno 1958 – 22 gennaio 1966
- 1608th Air Transport Wing, Medium,[70] 1º luglio 1957 – 1º maggio 1958
- 1701st Air Transport Wing,[69] 1º ottobre 1948 – 1º maggio 1953
- 1705th Air Transport Wing (poi 1705 Air Transport Group),[69] 24 agosto 1950 – 1º ottobre 1951
- 1707th Air Transport Wing (Training) (poi, 1707 Air Transport Wing, Heavy [Training]),[71] 1º maggio 1954 – 1º novembre 1958
- Navy Air Transport Wing (poi Navy Air Transport Wing, Pacific), 1º luglio 1957 – 30 giugno 1967

Squadrons
- 16th Air Transport (later 1254 Air Transport) Squadron, 1º settembre 1948 – 12 marzo 1951
- 1726th Air Transport Squadron (Special), 1º ottobre 1948 – 23 aprile 1949
- 1737th Ferrying Squadron, 24 settembre 1950 – 16 luglio 1951
- Air Transport Squadron (VR-3), USN, 1º ottobre 1948-c. dicembre 1948, 1º dicembre 1949 – 1º luglio 1957.

## Stations
- Joint Base Anacostia-Bolling,[72] Washington D.C., 28 dicembre 1941
- Cincinnati Municipal Lunken Airport,[73] Cincinnati, Ohio, 1º febbraio 1943
- Kelly Air Force Base,[74] Texas, 1º luglio 1948
- Travis Air Force Base,[30] California, 25 giugno 1958
- Dobbins ARB,[1] Georgia 1º luglio 1993